# En sælgers død
En sælgers død (engelsk: Death of a Salesman) er et skuespil skrevet i 1949 af den amerikanske dramatiker Arthur Miller. Stykket havde premiere på Broadway i februar 1949 og blev her opført 742 gange. Det er en tragedie i to akter, der foregår i slutningen af 1940'erne i Brooklyn, fortalt som en sammenstilling af erindringer, drømme og holdninger hos hovedpersonen Willy Loman, en handelsrejsende, der er fortvivlet over sit liv og samtidig ved at blive senil. Stykket behandler en række temaer, såsom den amerikanske drøm, sandhed, løgn og utroskab. Det vandt i 1949 Pulitzer-prisen for drama og Tony Award for bedste skuespil. Det anses af nogle kritikere for at være et af det 20. århundredes væsentligste skuespil. Stykket er medtaget i talrige antologier.[kilde mangler]
Siden premieren er stykket blevet genopsat på Broadway fem gange og har vundet tre Tony Awards for bedste repremiere. I 1950 havde det dansk premiere på Det kongelige Teater. Det er blevet filmatiseret ti gange, første gang i 1951 med manuskript af Stanley Roberts og med Fredric March i hovedrollen. I 1999 udtalte New Yorker dramakritikeren John Lahr, at med 11 millioner solgte eksemplarer var det "sandsynligvis det mest succesrige moderne skuespil, der nogensinde er udgivet."

## Baggrund
Stykkets tilblivelse skyldtes et tilfældigt møde mellem Miller og hans onkel Manny Newman, en sælger, som han mødte i 1947 i lobbyen på et teater i Boston, som spillede Millers første teatersucces All my Sons. Forfatteren Brenda Murphy skrev i en kritisk undersøgelse af skuespillet, at Manny "satte sig fast i Millers fantasi som en dramatisk opgave, han følte sig tvunget til at løse."
Miller fortalte senere, at da han så Manny i teatret, "kunne jeg fornemme det dystre hotelværelse bag ham, den lange tur op fra New York i hans lille bil, håbløsheden i dagens salgsarbejde". Uden at anerkende Millers hilsen eller lykønske ham med skuespillet sagde Manny i stedet blot "Buddy klarer sig meget godt". Buddy var Mannys søn, og for Manny lå Miller og dennes ældre bror i evig karrieremæssig kappestrid med hans egne to sønner. Da han besøgte sin onkel Manny som ung, følte Miller sig kejtet og grim og måtte lægge øre til, hvordan onklen forudså "hele mit livs sandsynlige fiasko". Da Miller så ham igen i Boston, forekom Manny dramatikeren at være "så absurd, så fuldstændig isoleret fra tyngdekraftens almindelige love, så forelsket i sine egne påfund, i sin egen lykke og berømmelse", at "han beslaglagde hele min fantasi". Manny tog sig kort tid efter af dage, ligesom selvmord også var dødsårsagen for to andre sælgere, Miller havde kendt. En af Mannys sønner fortalte senere Miller, at Manny altid havde ønsket at skabe en forretning for sine to sønner. Dette gjorde nu i Millers øjne Manny til "en mand med et formål".
Miller havde i årevis tænkt på et teaterstykke om en sælger, og nu blev han fascineret af den sammenblanding af fortid og nutid, hans onkel Manny udtrykte ved deres møde i Boston, ved at anskue Miller og hans fætre som de var, da de var teenagere, mange år tidligere. Miller søgte at "skabe et skuespil uden nogen overgange overhovedet, med en dialog, der uafladeligt sprang fra knogle til knogle i et skelet, som hele tiden blev udbygget, til en organisme så økonomisk som et blad, så fiks som en myre".
Da han skabte Willy og de andre karakterer, trak Miller også på sit forhold til sin far såvel som en anden sælger. Miller var selv modellen for den unge Bernard. 

## Handling
Stykket foregår i Brooklyn i Loman-familiens lille hus, som ligger klemt inde mellem en række dystre nybyggede boligblokke, dels i 'nutiden' omkring 1950, dels i en række tilbageblik til tiden omkring femten år tidligere, da Biff afsluttede sin high school. I nutidsscenerne respekterer skuespillerne de imaginære vægge i huset, mens de i tilbageblikkene går ind i eller ud af et værelse gennem væggene.:9-10  Overgangene markeres oftest med musik.

### Første akt
Efter en lang køretur vender den 63-årige handelsrejsende Willy Loman en sen aften udmattet hjem fra en mislykket arbejdsdag. Hans kone Linda er bekymret over sin mands velbefindende, dels fordi han er begyndt at blive lidt konfus, dels fordi han har haft nogle alvorlige uheld med sin bil, og hun foreslår ham at snakke med hans chef, Howard, om at lade ham arbejde i New York, så han ikke længere behøver at køre så meget rundt. Willy beklager sig over deres ældste søn, Biff, som er 34 år gammel, men endnu ikke har drevet det til noget særligt.:9-15 
Biff: Jeg vil gerne finde mig en pige – fast, en med noget indhold.

Happy: Lige hvad jeg også længes efter.

Biff: Jo tak! Og så ville du spise ude.

Happy: Nej! En eller anden med karakter, med selvrespekt! Som mor f.eks. Nu vil du sikkert synes, jeg er en sjover, men hende Charlotte, som jeg var sammen med iaftes – hun er forlovet, skal giftes om fem uger. [...]

Biff: Det er løgn?

Happy: Bestemt, fyren bliver givet underdirektør i selskabet. Jeg ved ikke, hvad der farer i mig, måske er det bare overdreven ærgerrighed eller sådan noget, men jeg fik jo nakken ned på hende, og nu kan jeg ikke engang slippe af med hende. Og han er den tredie af cheferne, jeg har lavet den med. Det er fint, hvad? (Indigneret, men leende). Ligesom jeg jo heller ikke må tage mod bestikkelser. Af og til er der jo fabrikanter, der tilbyder mig en hundrededollarseddel for at lade en ordre gå til dem. Du ved, hvor ærlig jeg er, men det er ligesom med pigerne. Jeg kan væmmes ved mig selv for det. Fordi jeg i virkeligheden ikke bryder mig om pigen, og alligevel, jeg tager det – og jeg kan lide det!
Mens han gik i high school, havde Biff en lovende fodboldkarriere, og tre universiteter tilbød ham stipendier,:27,72  men til den afsluttende eksamen dumpede han i matematik.:91  Den sommer kunne han aldrig tage sig sammen til at gå til reeksamen, og derfor kom han aldrig på universitet, men har siden levet af forskellige småjobs på gårde rundt om i Midtvesten og Texas.:18-20  Willy er vældig stolt af sine sønner, især af Biff, og han drømmer om, han også kan få en karriere inden for forretningsverdenen, men ærgrer sig over, Biff tilsyneladende spilder tiden med udsigtsløst arbejde til lav løn, og han er derfor på kant med Biff.:12-14 
Selv om det kniber med pengene hos familien Loman, beundrer og elsker Linda sin mand, som dog i et tilbageblik ses sammen med en anden kvinde, som han tydeligvis har et forhold til.:29-33 
Loman-familiens velstående nabo Charley kigger forbi, og over et spil kort tilbyder Charley Willy, som han jævnligt låner penge, et job. Willy afviser ham vredt, og mens de to mundhugges, dukker i et tilbageblik Willys nu afdøde storebror Ben op. Ben tjente som ganske ung en formue på diamantminer og er Willys forbillede.:35-44  Willy tror ikke, Linda ved, han låner penge af Charley, men det gør hun.:48 
Biff og hans yngre bror, Happy, som begge midlertidigt bor hjemme hos Willy og Linda, mens Biff besøger sine forældre, mindes deres glade ungdom sammen, som den kommer til udtryk i en tilbagebliksscene med de to drenge og deres far.:23-29  De udveksler drømme om fremtiden, se citat, og taler om, hvordan deres far er faldet af på den og fx er blevet uopmærksom i trafikken.:18-23  Da Linda bebrejder sine sønner, de ikke respekterer deres far, beskylder Happy som svar Biff for ikke at have gjort sig nok umage med at lære forretningslivet at kende, fx at man ikke må fløjte i elevatoren, for gør man det, kan man ikke gøre karriere, mener deres far.
 Hertil svarer Biff, han føler sig bedre tilpas ved manuelt arbejde under åben himmel.:51-52 
Senere må sønnerne chokerede høre fra deres mor, at hun mistænker sin mand for at gå i selvmordstanker, ved at tage gas.:49-51  For at berolige deres far fortæller Biff og Happy ham, at Biff næste dag planlægger at foreslå et stort projekt for én af sine gamle arbejdsgivere, Bill Oliver, og dette opmuntrer Willy.:53-57 

### Anden akt
Over morgenkaffen glæder Willy og Linda sig over, Biff var i godt humør inden han tog afsted til sit møde med Bill Oliver. Inden Willy selv tager afsted for at mødes med Howard om stillingen i New York, beklager Linda sig over, det kniber med husholdningspengene, men fortæller også Willy, hans sønner samme aften har inviteret ham på fin middag inde i byen.:59-62 
Da Willy træffer Howard på hans kontor, er denne så stærkt optaget af at afprøve sin nyindkøbte ståltrådsoptager til "kun halvandet hundrede dollars",:65  at Willy har svært ved at få hans opmærksomhed. Med et halvt øre lytter Howard til Willys ønske om at få et job i byen i stedet for det omflakkende liv på landevejene, men til trods for, at en mere og mere frustreret Willy gradvist sænker sit krav til lønnen, fra 65$ til 50$ og helt ned til 40$ om ugen, afslår Howard at hjælpe den nu vrede Willy og ender faktisk med at fyre ham.:63-70 
Nu følger et par tilbageblik. Først tilbyder Willys bror Ben ham job som opsynsmand med Bens tømmerdistrikter i Alaska. Umiddelbart er Willy interesseret, men Linda vil ikke flytte familien, og Willy afslår så Bens tilbud, idet han fantaserer om, hvor langt Biff snart er nået inden for forretningsverdenen.:70-72  I næste tilbageblik er en opstemt og forventningsfuld familien Loman på vej til en vigtig fodboldkamp med Biff, da naboen Charley dukker op og driller Willy med deres fodboldbegejstring.:72-74 
Efter Howards afvisning opsøger Willy Charley på hans arbejde, men bliver af sekretæren sendt ind til sønnen Bernard. Willy lykønsker Bernard med hans eksamen og spørger så til hemmeligheden bag Bernards succes. For Willy undrer sig over, Biff ikke klarede at blive til noget. Bernard spørger så tilbage, hvordan det kunne være, Biff aldrig gik op til den reeksamen, når nu han, og dette er nyt for Willy, faktisk var indstillet på det. Men så besøgte Biff sin far i Boston, og da han kom tilbage, var han helt forandret, som om han havde opgivet. Han brændte endda sine elskede fodboldstøvler. "Hvad skete der i Boston, Willy?" spørger Bernard.:75-77 
Nu dukker Charley selv op, og uden et ord finder han 50$ frem til Willy. Som med besvær får sagt, at han faktisk denne uge skal bruge 110$, til forsikringen. (Willy er hver uge forbi Charley for at låne penge.) Nu undrer Charley sig over, hvad Willy har gang i, og hvorfor Willy ikke tager imod den overkommelige og nogenlunde vellønnede stilling, Charley har tilbudt ham. Men Willy er for stolt til at arbejde for Charley, og samtalen ender i et skænderi, hvor Willy chokerer Charley ved at bemærke, at i sidste ende er en mand "mere værd død end levende".:78-81 
Samme dag bruger Biff det meste af dagen på at vente i forkontoret hos Bill Oliver, som han vil låne en stor sum penge af, til et projekt i Florida med sportstøj, han har fundet på sammen med Happy.:86  Efter timers venten får han kun et glimt af Bill Oliver, inden denne tager hjem, og som svar på denne afvisning kommer Biff til at putte hans fine fyldepen i lommen.:92 
Far er aldrig så glad, som når han har noget at se hen til.
De to brødres plan om at glæde deres far ved at invitere ham på restaurant går helt i vasken, fordi hverken Biff eller Willy har haft held med deres forretningsmøder. Selv om Biff forsøger at fortælle sin far om sit mislykkede besøg hos Bill Oliver, nægter Willy, som selv er rystet over Howards afvisning, at lytte til ham, men bilder sig i stedet ind, Biffs besøg var en succes – og her bakkes han op af Happy, som lyver Biffs besøg bedre end det var for ikke at gøre sin far ked af det. Biff prøver igen at sige sandheden, men kommer så blot op at skændes med sin far, bl.a. pga den stjålne fyldepen. Til sidst ender Biff med også at begynde at lyve, og give efter for de to andres ønske om, han havde et vellykket besøg hos Bill Oliver.:81-95 
Biff (brister i stærk gråd): Åh, far ... 

Willy (grebet): Min egen dreng ...

Biff: Far ...

Willy: Hun betyder ingenting for mig, Biff. Jeg følte mig bare så forfærdelig ensom.

Biff: Du ... du gav hende mors strømper! (Han græder og rejser sig for at gå.)

Willy (tager fat i ham): Jeg sagde, du skulle tage tøjet!

Biff: Lad være at røre ved mig, din – løgner!

Willy: Vil du sige om forladelse!

Biff: Din snyder! Din modbydelige lille snyder! (Han vender sig overvældet og skynder sig grædende bort med sin kuffert. Willy efterlades på knæ på gulvet.)
Ingen har lov til at dadle den mand. Du forstår det ikke. Willy var sælger. Og for en sælger er der ingen fast grund i tilværelsen. Han sætter ikke en bolt til en møtrik, han lærer dig ikke om loven eller giver dig medicin. Han er højt deroppe i det blå, svævende på sine smil og velpudsede sko. Og når andre begynder ikke at smile igen – det er et jordskælv. Og så får man et par pletter på hatten –  og man er færdig. Ingen har lov at dadle den mand. En sælger er nødt til at drømme, min dreng. Drømmene ligger på vejen foran ham. Han bygger sit distrikt op af dem.
Samtidig med skænderiet udspiller sig et kort tilbageblik til den dag, Biff dumpede i matematik, og hans forældres bestyrtelse herover.:90-91  Og da Biff lidt senere igen prøver at overbevise Willy om, han ikke kommer nogen vegne med Bill Oliver, men nok skal klare sig alligevel, udspiller der sig samtidig hermed begyndelsen på tilbageblikket til Biffs besøg hos sin far i Boston, hvor Biff længe banker på døren til Willys hotelværelse, uden at der bliver lukket op. Nu dukker i restauranten de to piger op, som Happy indledningsvis aftalte at han og Biff skulle gå på date med, og de fire unge forlader restauranten og efterlader Willy der.:92-96 
I Boston-tilbageblikket er Biff taget til Boston for at bede sin far om at få matematiklæreren til at ændre hans dumpekarakter, så Biff kan få sin eksamen og komme på universitet. Men da Willy langt om længe lukker Biff ind på sit hotelværelse, opdager Biff en halvnøgen kvinde sammen med sin far. Biff godtager ikke sin fars bortforklaringer om kvinden og afviser ham vredt som en løgner og en svindler, før han går sin vej, se citat. (Her ændres Biffs syn på sin far radikalt.):92-100 
Da de to sønner efterfølgende kommer hjem fra deres date, bebrejder deres mor dem, de blot lod deres far sidde tilbage i restauranten, til fordel for de to piger. Biff prøver at forsone sig med Willy, som bebrejder Biff, at han hader sin far. Biff insisterer på, at hverken han eller Willy er skabt til noget stort, men blot er almindelige mennesker. Så krammer Biff Willy og begynder at græde, mens han forsøger at få Willy til at opgive sine urealistiske drømme om ham. Willy er forbløffet over at konstatere, Biff faktisk holder af ham, men snarere end at lytte til, hvad Biff siger, tror Willy, hans søn har tilgivet ham og vil følge i hans fodspor. Nu dukker Ben op igen og godkender den plan, Willy har udtænkt om at tage sit eget liv, så Biff kan få pengene fra livsforsikringen til sin karriere. Willy kører bort i bilen, mens Biff og Linda råber i fortvivlelse. Snart efter forulykker bilen, og Willy dør.:102-114 

### Rekviem
Stykket slutter ved Willys begravelse, som Linda finder er overraskende sparsomt besøgt af Willys mange forretningsforbindelser. De efterladte tænker tilbage på mange dejlige dage i huset sammen med Willy. Biff bebrejder sin far, han aldrig lærte sig selv at kende, men Charley går i rette med ham, se citat. I modsætning til Biff vil Happy gå i sin fars fodspor og blive til noget. I slutscenen spørger Linda sin døde mand, hvorfor han tog sit liv, nu hvor hun netop har betalt sidste afdrag på huset. Hun slutter med ordene “Vi er fri...”.:114-116 

## Temaer
En sælgers død kredser meget om kløften mellem drøm og virkelighed, mellem den amerikanske drøm, som Willy ønsker skal gå i opfyldelse, både for ham selv, men især for sønnen Biff, og den knap så behagelige virkelighed. Han lyver om sin egen og Biffs karrierer, og jo mere han lyver, jo sværere har han ved at forholde sig til sandheden. Biff indser dette og imødegår det ved at prøve at være oprigtig.
Et centralt tema i stykket er det spændte forhold mellem Willy og Biff, som især skyldes, Biff er vidende om Willys utroskab over for Linda, men fordi emnet er tabubelagt, hverken kan dele denne viden med sin bror eller sin mor, men må nøjes med at antyde den.:46,47,49,50 
I sine noter til manuskriptet har Miller skrevet, at "Willy vil have sine sønner til at udslette hans fiasko", samt at "Willy foragter Lindas evige, tålmodige overbærenhed med ham, fordi han tror, den dækker over et stort skjult had mod ham".